# Stenotarsus pilatei
Stenotarsus pilatei är en skalbaggsart som beskrevs av Henry Stephen Gorham 1873. Stenotarsus pilatei ingår i släktet Stenotarsus och familjen svampbaggar. Inga underarter finns listade i Catalogue of Life.